# Harry Frankfurt
Harry Gordon Frankfurt (født 29. maj 1929, død 16. juli 2023) var professor emeritus i filosofi ved Princeton University. Han har tidligere forelæst ved Yale University og Rockefeller University. Han fik sin doktorgrad i 1954 fra Johns Hopkins University. Hans områder inden for filosofien var blandt andet moralfilosofi, bevidsthedsfilosofi, handlingsfilosofi og det 17. århundredes rationalisme.
Harry Frankfurt er især kendt for sin analyse af frihedsbegrebet og forståelsen af fri vilje.

## Værker
- On Truth. Alfred Knopf, New York (2006); dt.: Über die Wahrheit. München: Hanser, 2007. ISBN 3-446-20838-0
- Taking ourselves seriously & Getting it right. Stanford University Press (2006)
- On Bullshit. Princeton University Press (2005)
- The Reasons of Love. Princeton University Press (2004)
- Necessity, Volition, and Love. Cambridge University Press (1999)
- The Importance of What We Care about. Philosophical Essays. Cambridge University Press (1988)